# 城市轨道交通列车车型
城市轨道交通列车车型是指城市轨道交通（主要为地铁及轻轨）所使用大运量的列车车辆的类型。一般而言，世界各地轨道交通车型没有统一的标准，往往是取决于各地客流量与建设传统，依据标准定制。目前全世界大多数城市轨道交通列车都是电力动车组。

## 亚洲

### 中国大陆
中国大陆的高运量和中运量城市轨道交通，主要分为：A型、B型、AS型、AH型、LB型等类型标准的地铁列车，C型和LC型等类型标准的轻轨列车，亦有行业内普遍达成共识的市域A型、市域B型、市域C型、市域D型等类型标准的市域铁路列车。下表列出各类型列车的单节标准参数，在具体使用中也做适当范围的变动，不再做具体分别。
| 车辆类型                             | 车长 (m)  | 车宽 (m) | 定员 (人) | 线路半径 (m(≥)) | 线路坡度 (‰(≤)) | 运力 (万人次/h) |
| ------------------------------------ | --------- | -------- | --------- | --------------- | --------------- | --------------- |
| A型车辆                              | 22.0      | 3.0~3.08 | 310       | 300             | 35              | 4.5~7.0         |
| AS型车辆                             | 19.0      | 3.0~3.08 | 254~266   | 250             | 50              | 2.5~5.0         |
| AH型车辆                             | 19.0      | 3.0~3.08 | 254       | 250             | 35              | 2.5~5.0         |
| B型车辆                              | 19.0      | 2.8~2.88 | 240       | 250             | 35              | 2.5~5.0         |
| LB型车辆                             | 16.8      | 2.8      | 215~240   | 100             | 60              | 2.5~4.0         |
| 準B型车辆                            | 19.0      | 2.6~2.8  | 224~244   | 250             | 35              | 2.5~5.0         |
| 小型车辆                             | 19.4      | 2.6      | 258       | 250             | 35              | 2.5~5.0         |
| C型车辆                              | 18.9~30.4 | 2.6      | 200~315   | 50              | 60              | 1.0~3.0         |
| LC型车辆                             | 16.5      | 2.5~2.6  | 150       | 60              | 60              | 1.0~3.0         |
| 市域A型车辆                          | 22.0      | 3.0      | -         | 350             | 30              | -               |
| 市域B型车辆                          | 19.0      | 2.8      | -         | 300             | 30              | -               |
| 市域C型车辆                          | 24.5      | 3.3      | -         | -               | -               | -               |
| 市域D型车辆                          | 22.0      | 3.3      | -         | 400             | 30              | -               |
| 注释: 1. 2. 3. 4. 5. 6. 7. 8. 9. 10. |           |          |           |                 |                 |                 |

- A型车辆
- B型车辆
- C型车辆（双铰接三轴低地板）[註 1]
- D型车辆
- LB型车辆

#### 使用范例
在路線名稱無括號的為使用6節編組的路線
- A型车辆
  - 北京地铁：3号线（4/8）、11号线（4）、12号线（4/8）、14号线、16号线（8）、17号线（8）、19号线（8）
  - 天津地铁：7号线、8号线、B1线、Z2线、Z4线
  - 上海地铁：1号线（8）、2号线（8）、3号线、4号线、7号线、9号线、10号线、11号线、12号线、13号线、14号线（8）、15号线、16号线[註 2]、17号线、18号线、19号线、20号线、21号线、23号线
  - 广州地铁：1号线、2号线、8号线、11号线（8）、12号线、13号线（8）
  - 南京地铁：1号线、2号线、3号线、5号线、10号线、11号线
  - 深圳地铁：1号线、2号线、4号线、5号线、6号线、7号线、8号线、9号线、10号线（8）、11号线（8）、12号线、13号线（8）、14号线（8）、15号线（4/6）、16号线、17号线、18号线、19号线（4）、20号线（8）、21号线、22号线、25号线、27号线、29号线、32号线（4）
  - 武汉地铁：5号线、6号线、7号线、8号线、10号线、11号线、12号线、16号线（4）、新港线、阳逻线（4）
  - 成都地铁：5号线（8）、6号线（8）、7号线、8号线、9号线（8）、10号线
  - 杭州地铁：7号线、8号线、10号线、18号线（4/6）
  - 石家庄地铁：1号线、2号线、3号线
  - 乌鲁木齐地铁：1号线
  - 兰州地铁：1号线、2号线
  - 长沙地铁：6号线、7号线
  - 郑州地铁：3号线、5号线、6号线、7号线、8号线、10号线
  - 西安地铁：8号线、15号线
  - 济南地铁：4号线
  - 太原地铁：1号线、2号线
- AS型车辆
  - 重庆轨道交通：环线、4号线、5号线、9号线、10号线、18号线
- AH型车辆
  - 杭州地铁：3号线、5号线、6号线、12号线（4/6）、15号线
- B1型车辆（此车型为第三轨供电）
  - 北京地铁：4号线、5号线、7号线（8）、8号线、9号线、10号线、15号线、大兴线、房山线、亦庄线、昌平线、燕房线（4）
  - 天津地铁：2号线、3号线
  - 武汉地铁：1号线（4）、2号线、3号线、4号线
  - 深圳地铁：3号线
  - 广州地铁：14号线、21号线
  - 昆明地铁：1号线、2号线、3号线、4号线、5号线、6号线
  - 青岛地铁：1号线、2号线、3号线、4号线、8号线、11号线（4）、13号线（4）
  - 无锡地铁：1号线、2号线、3号线、4号线、S1线
- B2型车辆（此车型为接触网供电）
  - 北京地铁：6号线（8）
  - 天津地铁：4号线、5号线、6号线、9号线、10号线、11号线
  - 南京地铁：4号线、6号线、7号线、S1号线、S3号线（4）、S7号线（4）、S8号线（4）、S9号线（3）[註 3]
  - 成都地铁：1号线、2号线、3号线、4号线、27号线、30号线
  - 苏州轨道交通：1号线（4）、2号线（5）、3号线、4号线、5号线、6号线、7号线、8号线、11号线
  - 常州地铁：1号线、2号线
  - 重庆轨道交通：1号线、6号线
  - 徐州地铁：1号线、2号线、3号线、6号线
  - 郑州地铁：1号线、2号线、4号线、城郊线、12号线、14号线、郑许线（4）
  - 西安地铁：1号线、2号线、3号线、4号线、5号线、6号线、9号线、10号线（4/6）、14号线、16号线
  - 沈阳地铁：1号线、2号线、3号线、4号线、9号线、10号线
  - 深圳地鐵：6号线支綫
  - 广州地铁：3号线、7号线、9号线、10号线
  - 广州地铁、佛山地铁：广佛线（4）
  - 佛山地铁：2号线、3号线
  - 杭州地铁：1号线、2号线、4号线、9号线、16号线 (4)
  - 绍兴地铁：1号线、2号线（4）
  - 宁波地铁：1号线、2号线、3号线、4号线、5号线
  - 合肥地铁：1号线、2号线、3号线、4号线、5号线、6号线、7号线、8号线
  - 哈尔滨地铁：1号线、2号线、3号线
  - 长春轨道交通：1号线、2号线、5号线、6号线、7号线
  - 长沙地铁：1号线、2号线、3号线、4号线、5号线
  - 大连地铁：1号线、2号线 、4号线、5号线、12号线（4）、13号线（4）
  - 东莞地铁：1号线、2号线[註 4]
  - 福州地铁：1号线、2号线、4号线、5号线、6号线
  - 贵阳轨道交通：1号线、2号线、3号线
  - 南昌地铁：1号线、2号线、3号线、4号线
  - 南宁地铁：1号线、2号线、3号线、4号线、5号线
  - 南通轨道交通：1号线、2号线
  - 厦门地铁：1号线、2号线、3号线、4号线、6号线
  - 济南地铁：1号线（4）、2号线、3号线
  - 洛阳地铁：1号线、2号线
  - 呼和浩特地鐵：1号线、2号线

- 準B型车辆
  - 北京地铁：1号线、2号线、13号线、八通线
  - 天津地铁：1号线
  - 大连地铁：3号线（4）
- 小型车辆
  - 上海地铁：5号线（4/6）、6号线（4）、8号线（6/7）
- C型车辆
  - 长春轨道交通[註 1]：3号线、4号线、8号线
- LB型车辆
  - 广州地铁：4号线（4）、5号线、6号线（4）
  - 北京地铁：首都机场线（4）、28号线
- 市域A型车辆
  - 北京地铁：20号线（4）
  - 上海地铁：22号线（3/6）
  - 成都地铁：13号线（8）、17号线（8）、18号线（8）、19号线（4）、S3线（4）、S5线（4）、S11线（4）、S13线（4）
  - 杭州地铁：19号线
  - 福州地铁：F1线（4）
  - 武汉地铁：19号线[8]
  - 南京地铁：S5号线（4）
  - 宁波轨道交通：10号线（4）、12号线（4）
  - 苏州轨道交通：10号线（4）
- 市域B型车辆
  - 天津地铁：津静线（3/6）
  - 南京地铁：S2号线（4/6）、S6号线（4）[9]
  - 嘉兴轨道交通：杭海城际（4）
  - 金华轨道交通：金义东线
  - 温州轨道交通：S3线（4）
  - 合肥地铁：S1线
- 市域C型车辆
  - 上海市域铁路：金山线（8）、机场联络线（4/8）、嘉闵线（8）、南汇线（4）、示范区线（4/8）、南枫线（4/8）
  - 无锡地铁：S2线（4）
- 市域D型车辆
  - 北京地铁：大兴机场线（4/8）、平谷线（8）
  - 广州地铁：18号线（8）、22号线（8）、28号线（8）
  - 温州轨道交通：S1线（4）、S2线（4）
  - 台州轨道交通：S1线（4）[10]、S2线（4）[11]。
  - 重庆轨道交通：15号线、27号线[12]
  - 南京地铁：S4号线（4）
  - 深圳地铁：33号线（8）、深惠城际（8）
  - 厦门地铁：R1线
- 跨座式單軌列車
  - 重庆轨道交通：2号线（4/6/8）、3号线（6/8）
  - 蕪湖轨道交通：1号线、2号线（4）
  - 銀川軌道交通：銀川雲軌1號線
  - 黃山軌道交通：黃山軌道交通T1線
- 懸掛式單軌列車
  - 武漢轨道交通（旅遊路線）：光谷空轨旅游线（2）
- 自動導軌
  - 上海地鐵：浦江线（4）
  - 廣州地鐵：APM线（2）
- 磁浮列車
  - 北京地鐵：S1線（4）
  - 上海地鐵：磁浮線（3/4/5）
  - 長沙地鐵：S2線（3）
  - 清遠磁浮（3/6）
  - 凤凰磁浮观光快线（3）

### 日本東京
日本东京的城市轨道交通系统由两家公司运营，東京地下鐵和東京都交通局，两家公司的车辆未混用，具体车型又依线路不同而有所不同。而又有與其他私鐵或JR直通運行駛入的車輛。

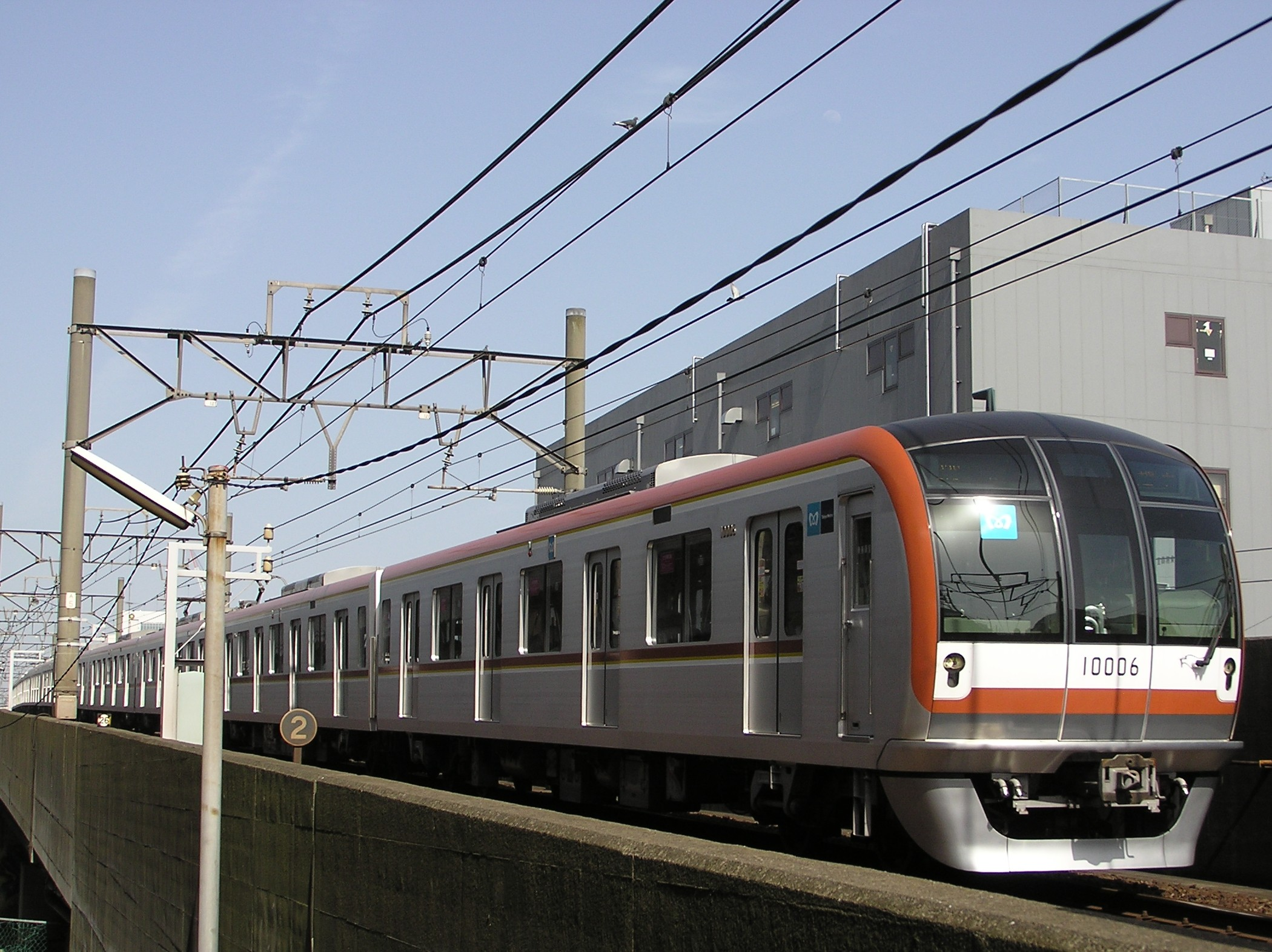
东京地下铁10000系
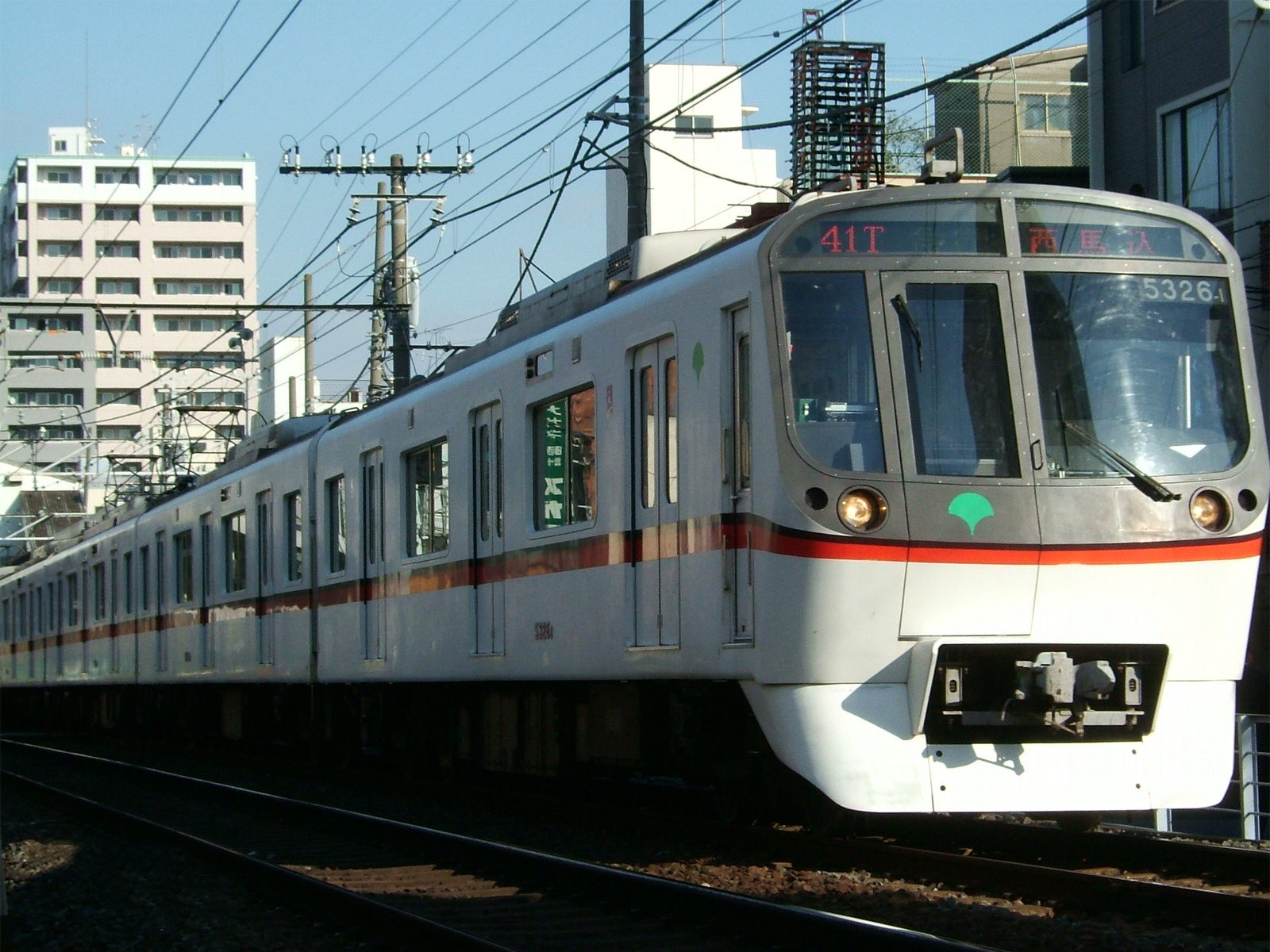
東京都交通局5300型

### 台灣

#### 台北
台北捷運可笼统分为中運量及高运量两种，具体车型又依线路不同而略有不同。

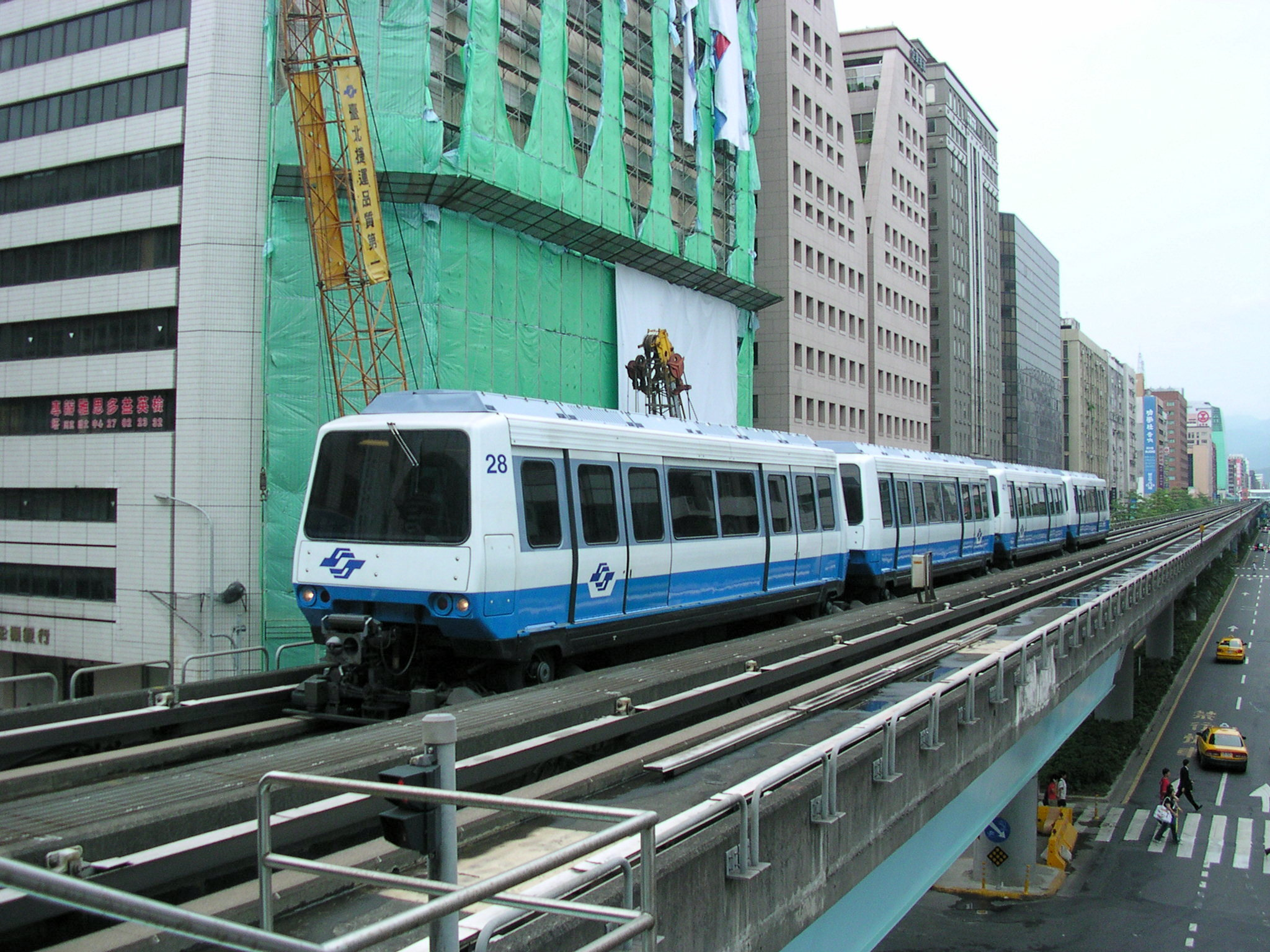
中運量系统
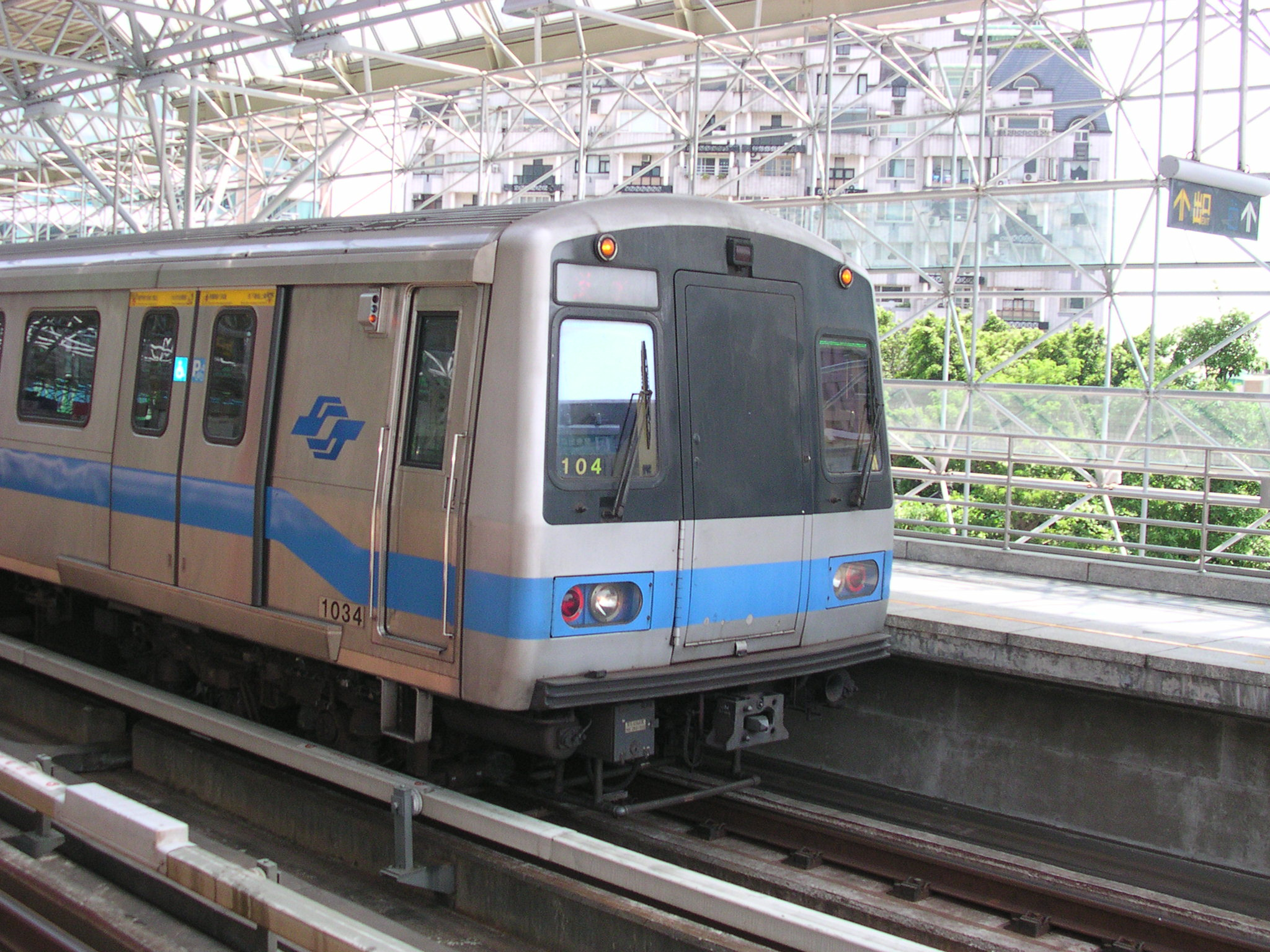
高運量系统

#### 新北
新北捷運的低運量輕軌電聯車則是由台灣車輛股份有限公司製造。

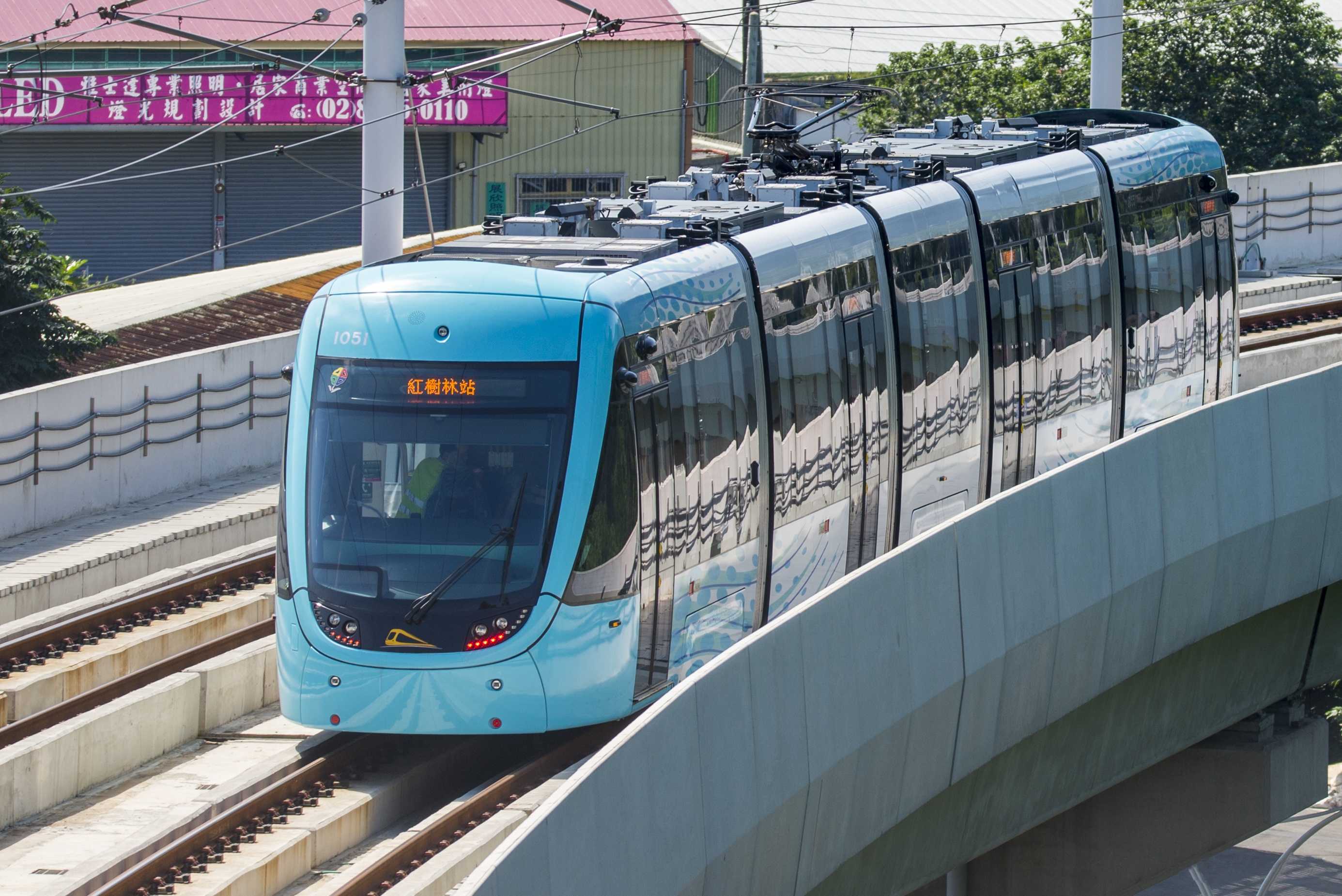
低運量系统的新北捷運淡海輕軌電聯車

#### 桃園
桃園捷運的高运量電聯車則是由川崎重工業與台灣車輛股份有限公司聯合製造。

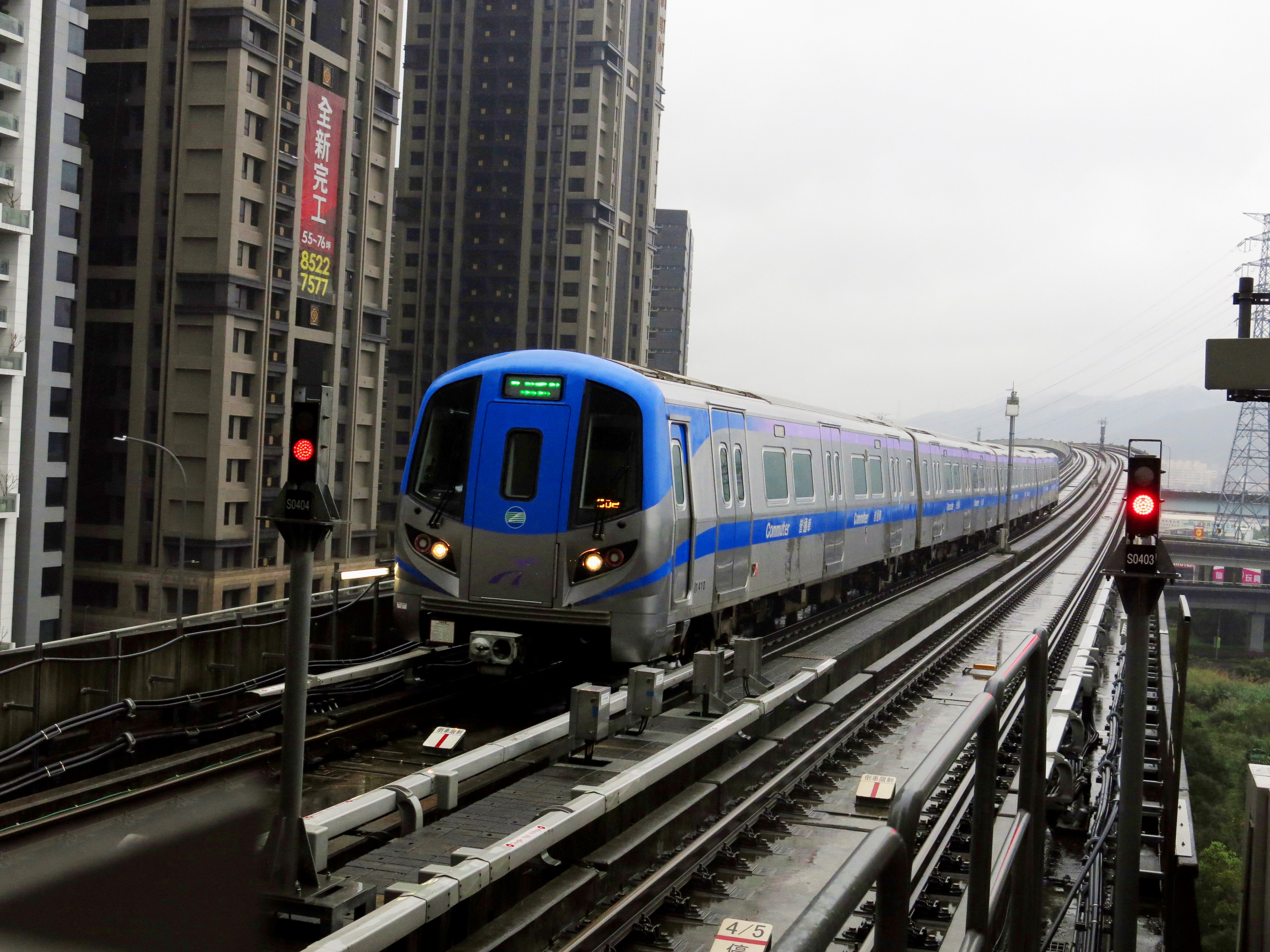
高運量系统的桃園捷運1000型電聯車(普通車)
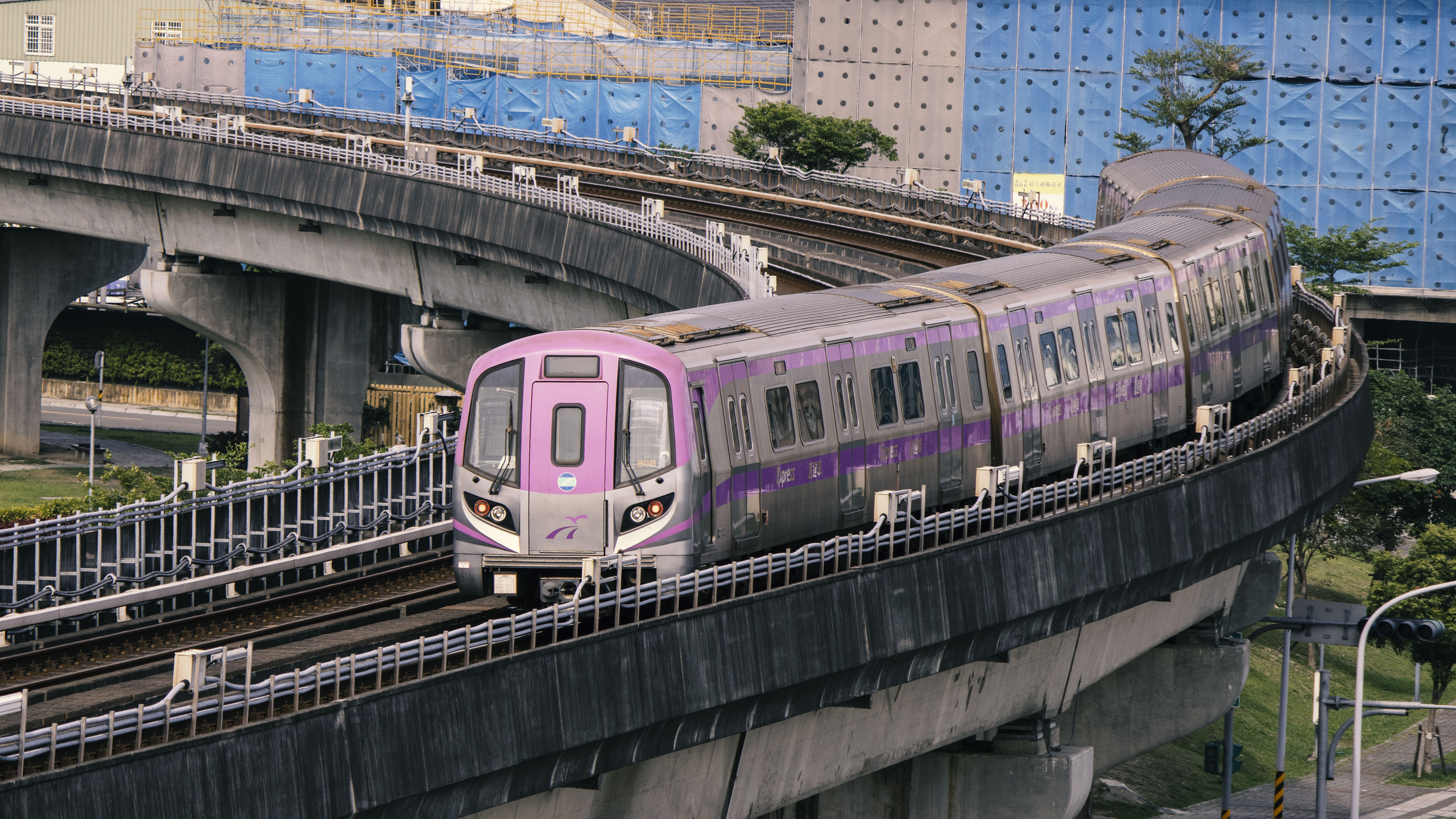
高運量系统的桃園捷運2000型電聯車(直達車)

#### 台中
台中捷運的中運量電聯車則是由川崎重工業與台灣車輛股份有限公司聯合製造。

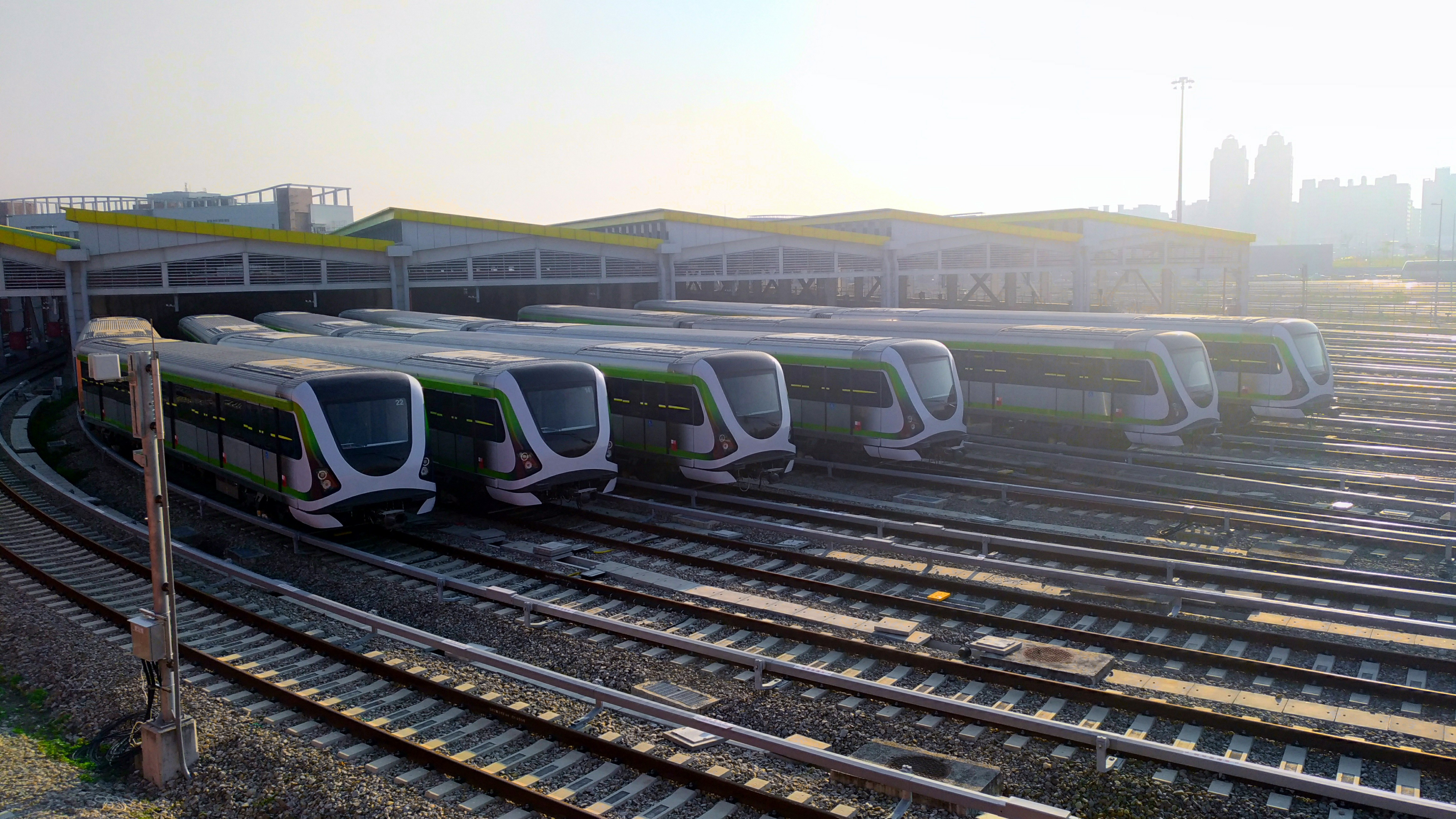
中運量系统的台中捷運中運量電聯車

#### 高雄
高雄捷運為兩種系統構成，分別為紅線、橘線的高運量電聯車及環狀輕軌的低運量輕軌電聯車。高運量電聯車皆由德國西門子公司奧地利廠製造，低運量輕軌電聯車，則分別由西班牙CAF公司與法國阿爾斯通股份公司製造。

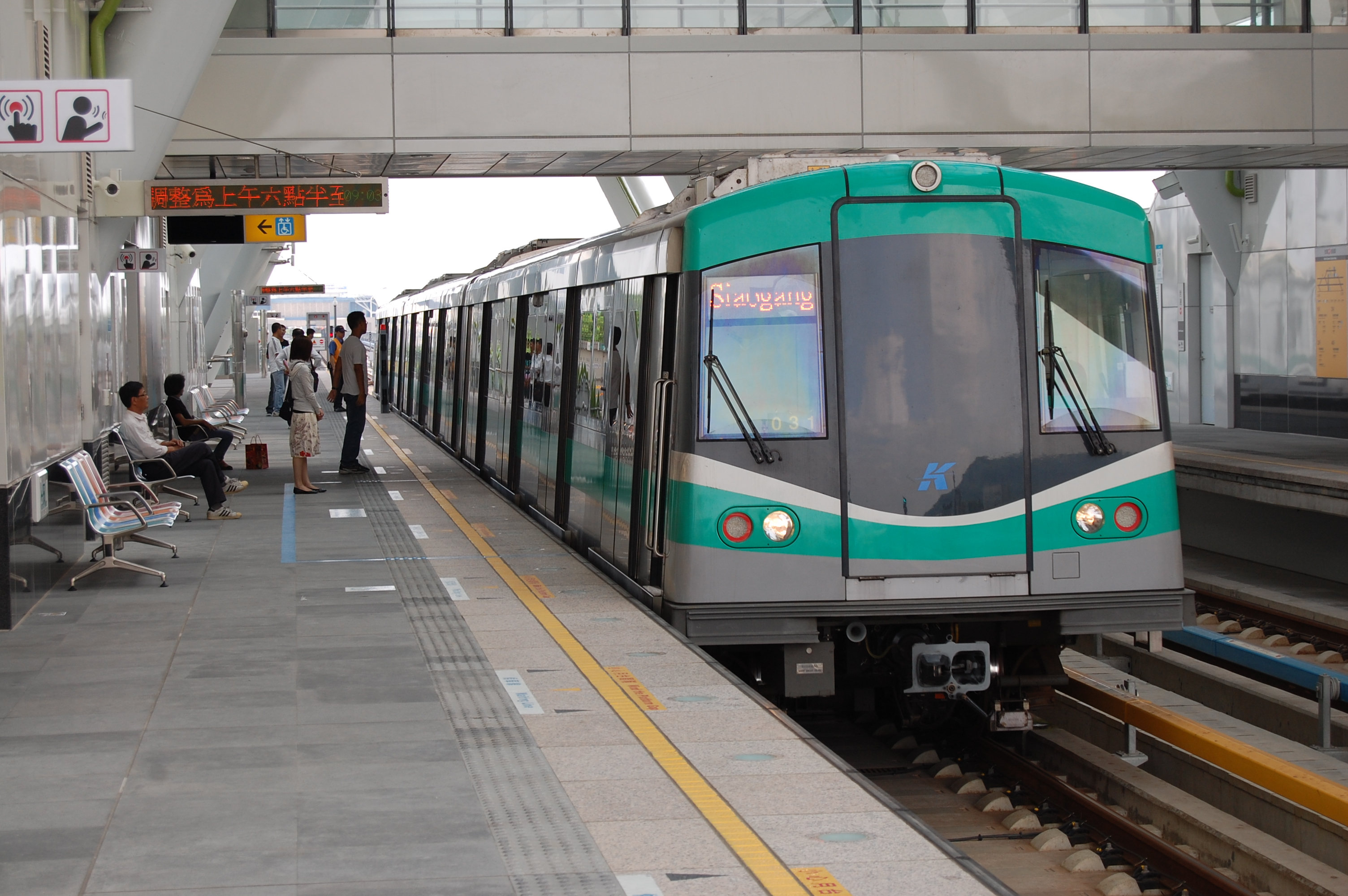
高運量系统的高雄捷運高運量電聯車
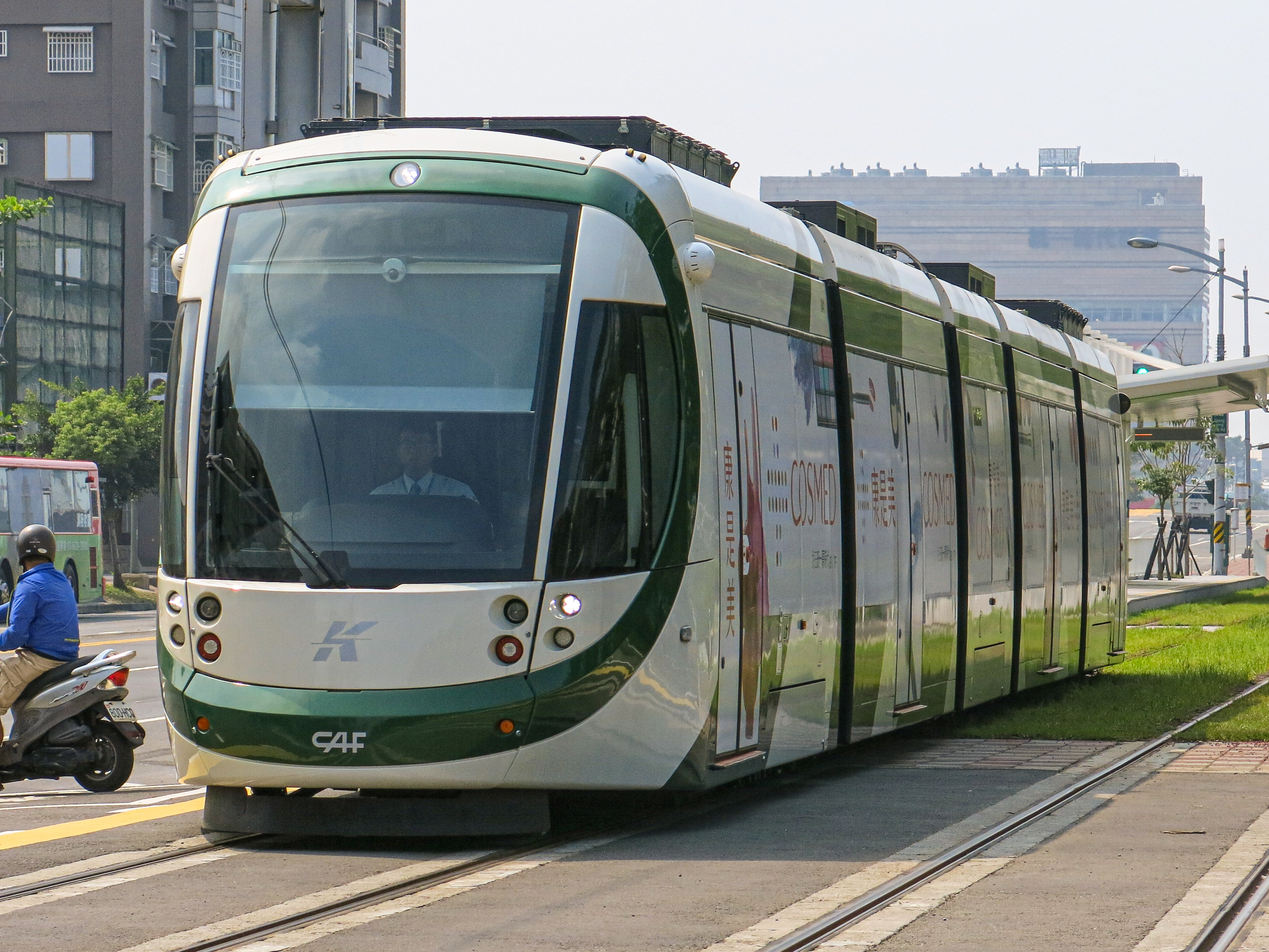
低運量系统的高雄捷運環狀輕軌CAF Urbos 3系電聯車
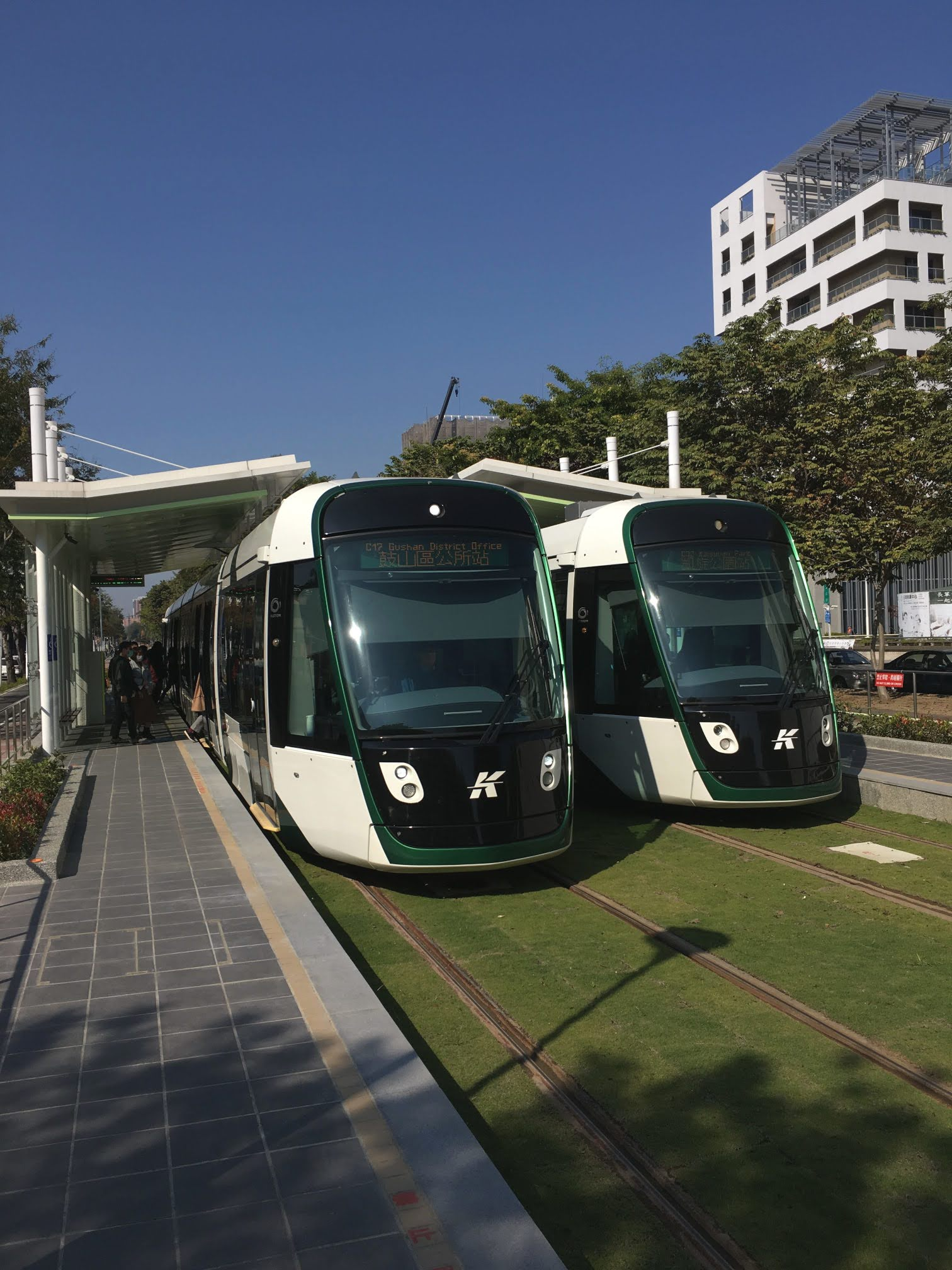
低運量系统的高雄捷運環狀輕軌Citadis X-05 305系電聯車

### 香港
港鐵大部分都是高运量，车型往往依产地和批次而决定，如中國青島產列车称为Q-Train，韩国产列车被称为K-Train，中国長春产列车被称为C-Train。这些前地鐵车厢类似于中国大陆使用的A型车。
- 長度：前地鐵車廂約22米，前九廣鐵路車廂長約23.5米（首卡及尾卡因設有駕駛室，或會較長）
- 寬度：由3米至3.2米不等
- 載客量：迪士尼綫列車為180人，市區綫列車為350人至378人不等，屯馬線及東鐵綫韓國製列車為430人至452人不等，港鐵現代化列車為329至332人不等，東鐵綫頭等為216人，機場快綫列車為64人。
- 車門：除迪士尼綫為每側三門及機場快綫、東鐵綫頭等車卡每側兩門之外，每節列車每側有五門

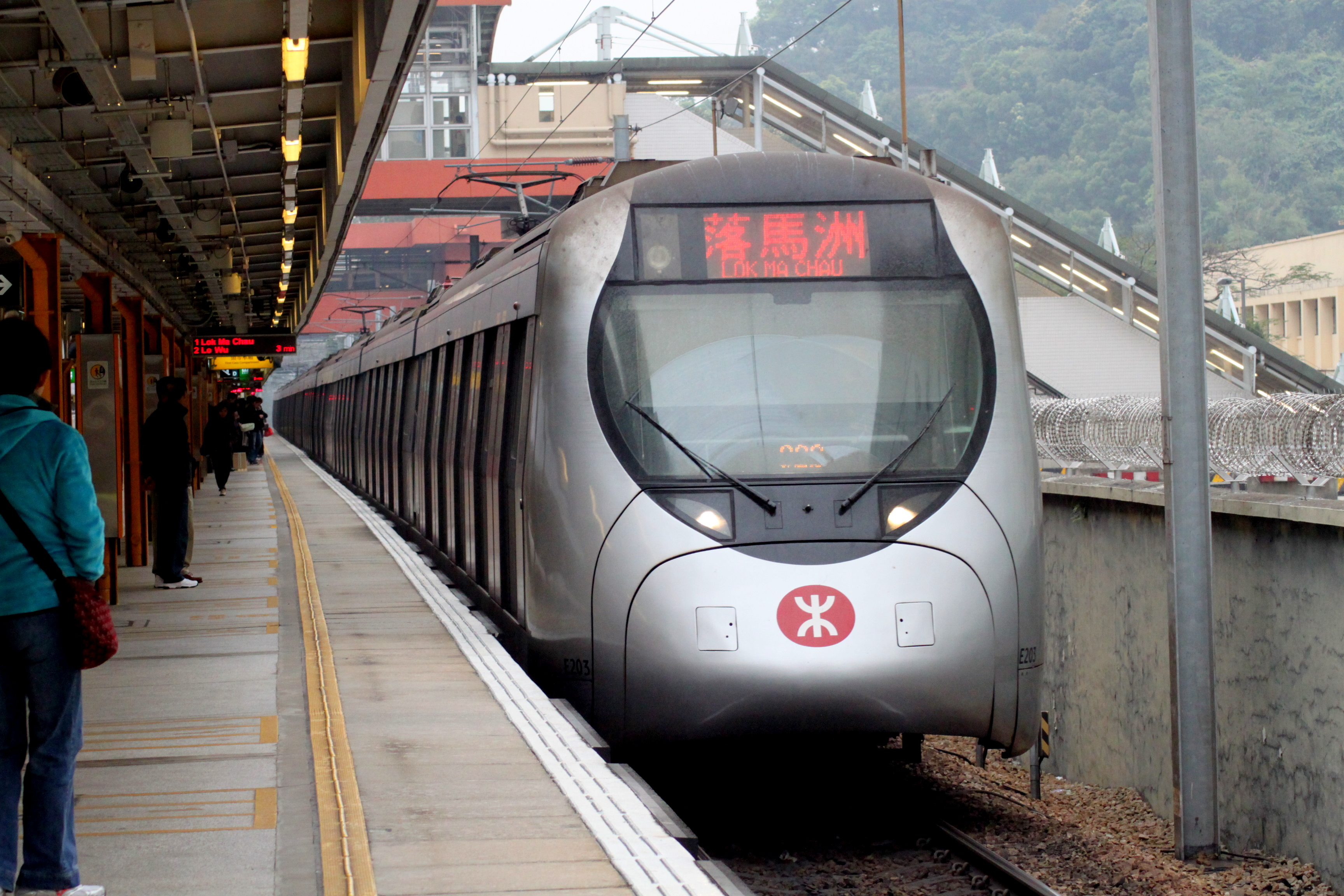
一列在東鐵綫行走的日製列車（SP1900）
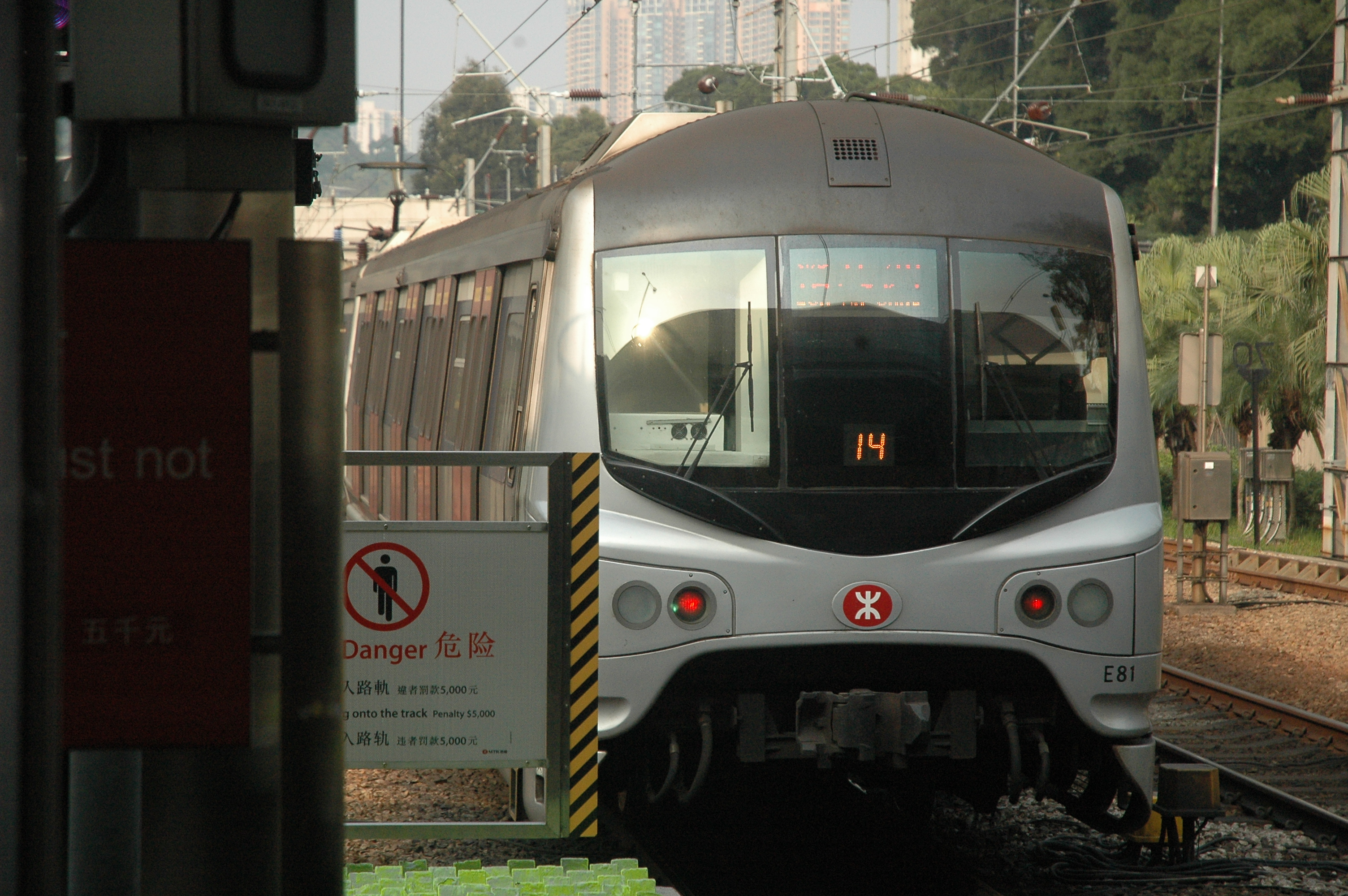
一列在東鐵綫行走的英製列車（中期翻新列車，MLR）

## 欧洲

### 巴黎地铁
巴黎地铁可根据是使用胶轮系统还是钢轮系统来决定型号，前者前缀MP（Matériel sur Pneumatiques），后者前缀MF（Matériel sur Fer）。具体型号将搭配项目启用年份而形成列車編號。
除了少部分MF88型号的车辆，MA车辆之后所用的车辆都符合以下的规格：
- 宽度：2.42-2.48米
- 长度：25米
- 四轴
- 半永久固定的两节编组
- 只有末端车辆有驾驶室

### 马赛地铁
马赛地铁使用胶轮系统，所有车辆都符合以下标准。
- 宽度：2.6米
- 长度：65米（4节编组）
- 接触网：第三轨
- 电压：直流750伏
- 轨距：标准轨距（1435毫米）[a]
- 四轴
- 半永久固定的两节编组
- 只有末端车辆有驾驶室

### 里昂地铁
里昂地铁使用三种车型，两种使用胶轮，另外一种使用带齿轮的钢轮。

#### 胶轮系统
- 宽度：2.9米
- 长度：54米（用于A和B的3节编组）、36（用于D的2节编组）
- 接触网：第三轨
- 电压：直流750伏
- 轨距：标准轨距（1435毫米）[a]
- 四轴
- 半永久固定的两节编组
- 只有末端车辆有驾驶室
- 服役线路：A，B，D

#### 钢轮系统
- 宽度：2.9米
- 长度：36米（2节编组）
- 接触网：第三轨
- 电压：直流750伏
- 轨距：标准轨距（1435毫米）
- 为便于爬山而装备了齿轮
- 四轴
- 半永久固定的两节编组
- 只有末端车辆有驾驶室
- 服役线路：C

### 伦敦地铁
伦敦地铁所用车辆可根据使用线路的隧道类型分为两个大类：浅层隧道列车和深层隧道列车。
其中，浅层隧道由于最初使用明挖回填法建造、使用蒸汽机车运行，因此其列车相对更大、更接近英国国铁列车大小；而深层隧道列车由于隧道使用当时还不成熟的暗挖盾构法建造，隧道直径由于施工技术限制过窄（仅3.6米左右），导致列车普遍狭小、地板更低，且没有空调和贯通通道。

#### 深层隧道车型
深层隧道列车每节车厢平均宽2.63米，长16.09-17.77米，高2.88米。轨距为标准轨（1435mm），供电制式为四轨供电（在第三轨的基础上设置独立回流轨道）、直流630V-750V不等（取决于线路）。
深层隧道车型使用交付年份命名，目前正在使用的车型如下：
- 1972年型列车，由都城嘉慕制造，使用于贝克卢线。
- 1973年型列车（英语：伦敦地铁1973年型列车），由都城嘉慕制造，使用于皮卡迪利线。
- 1992年型列车（英语：伦敦地铁1992年型列车），由BREL（后由ABB收购）制造，使用于中央线和滑铁卢及城市线（在英国国铁系统又称482型列车（英语：英国铁路482型列车））。
- 1995年型列车，由阿尔斯通-都城嘉慕制造，使用于北线。
- 1996年型列车，由阿尔斯通-都城嘉慕制造，使用于银禧线。
- 2009年型列车，由庞巴迪运输制造，属于Movia系列，使用于维多利亚线。该型号列车相比其他深层线路列车稍大，因为维多利亚线的隧道直径稍宽。
- 2024年型列车（英语：伦敦地铁2024年型列车），又称伦敦新地铁（New Tube for London，NTfL），由西门子交通制造，将于2025年于皮卡迪利线上线运营，取代1973年型列车。
  - 该列车首次在深层隧道线路上引入空调设备和车厢贯通通道，并保留全自动运行的条件。
  - 后期预计进一步取代贝克卢线的1972年型列车和中央线、滑铁卢及城市线的1992年型列车。

#### 浅层隧道车型
四条浅层线路（大都会线、环线、哈默史密斯及城市线、区域线）的列车型号使用字母命名（如“A”代表大都会线、“C”代表环线、“D”代表区域线等），其列车大小接近英国国铁列车标准。其他规格则与深层隧道车型相同：轨距为标准轨（1435mm），供电制式为四轨供电。
目前，在浅层线路经过现代化改造、淘汰老款列车后，仅有一款列车正在使用：
- S7/S8型列车：庞巴迪运输制造，属于Movia系列，于2010年引入。“S”代表“浅层列车”，寬2.95米，单节车厢長15.43米（駕駛室卡17.44米），高3.686米，供电方式为四轨供电、直流750V。列车拥有空调设备，且所有车厢都有贯通通道。[16]其中大都会线使用8节车厢（S8），其他三条线路使用7节车厢（S7）。

### 格拉斯哥地铁
格拉斯哥地铁只有一条线路。其列车性能如下：
- 宽度：2.34米
- 高度：2.65米
- 长度：38米（3节编组）
- 供电制式：第三轨供电，直流750伏
- 轨距：窄轨，4英尺寬（1219毫米）

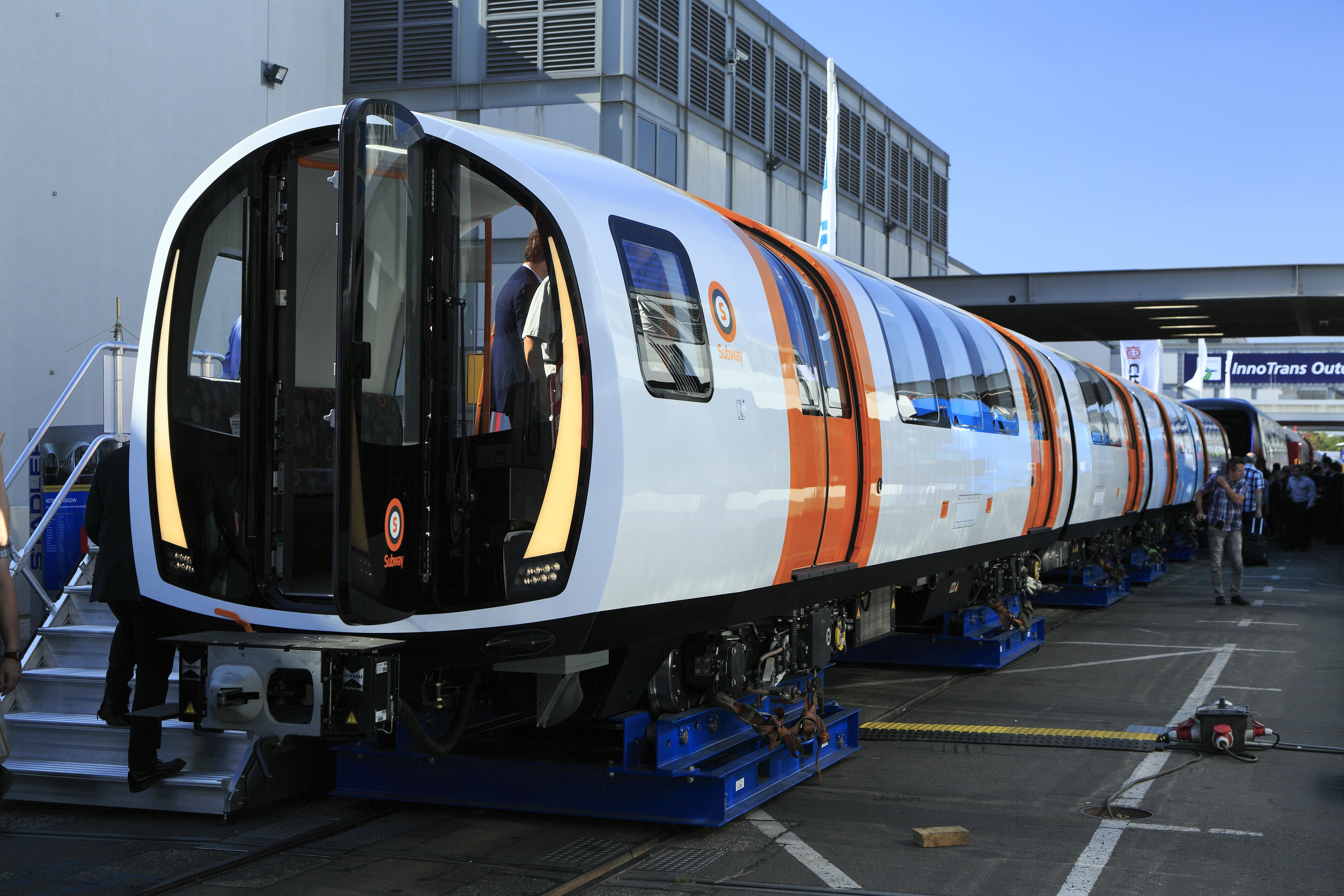
格拉斯哥地铁第三代现代化列车

目前正在使用的列车为第三代现代化列车，由施泰德铁路制造。

### 柏林地铁
柏林地铁所用车辆可分为两个大类：Kleinprofil（“小型规格”，用在U1，U2，U3和U4线路）和Großprofil（“大型规格”，用在U5，U6，U7，U8和U9线路）。

#### 小型规格
- 宽度：2.3米
- 高度：3.1米
- 长度：103米（8节编组）
- 接触网：第三轨
- 电压：直流750伏
- 轨距：标准轨距（1435毫米）
- 服役线路：U1，U2，U3，U4[18]

#### 大型规格
- 宽度：2.65米
- 高度：3.1米
- 长度：99米（6节编组）
- 接触网：第三轨
- 电压：直流750伏
- 轨距：标准轨距（1435毫米）
- 服役线路：U5，U6，U7，U8，U9[18]

### 慕尼黑地铁
慕尼黑地铁所用车辆可分为三个类型。

#### A型
- 宽度：2.9米
- 高度：3.55米
- 长度：37.15米（2节编组）
- 接触网：第三轨
- 电压：直流750伏
- 轨距：标准轨距（1435毫米）
- 永久固定的两节编组[19]

#### B型
各种参数跟A型相同，但是不能与A型混用。

#### C型
- 宽度：2.9米
- 高度：3.55米
- 长度：114米（6节编组）
- 接触网：第三轨
- 电压：直流750伏
- 轨距：标准轨距（1435毫米）
- 德国唯一能使用ATO模式自动驾驶的车辆[19]

## 美洲

### 纽约地铁

#### A系统
即原IRT系统所用车辆。
- 长度：15.545米[20]
- 宽度：2.621米[20]
- 服役线路：紐約地鐵1號線、紐約地鐵2號線、紐約地鐵3號線、紐約地鐵4號線、紐約地鐵5號線、紐約地鐵6號線、紐約地鐵7號線、42街接驳线

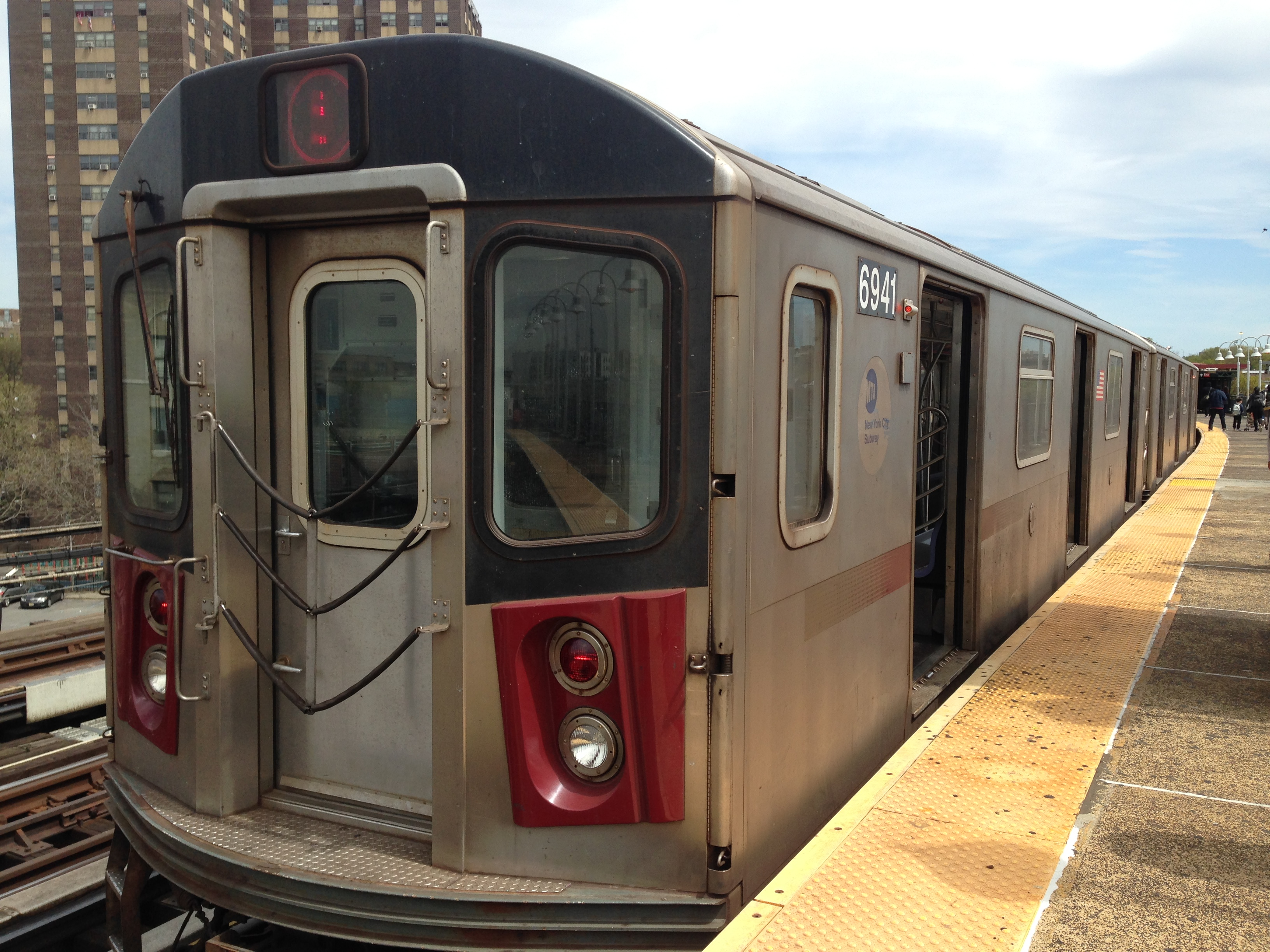
紐約地鐵5號線

#### B系统
即原BMT、IND系统所用车辆。
- 长度：18.29或22.86米[20]
- 宽度：2.97米[20]
- 服役线路：紐約地鐵A線、紐約地鐵B線、紐約地鐵C線、紐約地鐵D線、紐約地鐵E線、紐約地鐵F線、紐約地鐵G線、紐約地鐵J線、紐約地鐵L線、紐約地鐵M線、紐約地鐵N線、紐約地鐵Q線、紐約地鐵R線、紐約地鐵W線、紐約地鐵Z線、富兰克林大道接驳线、洛克威公園接駁線

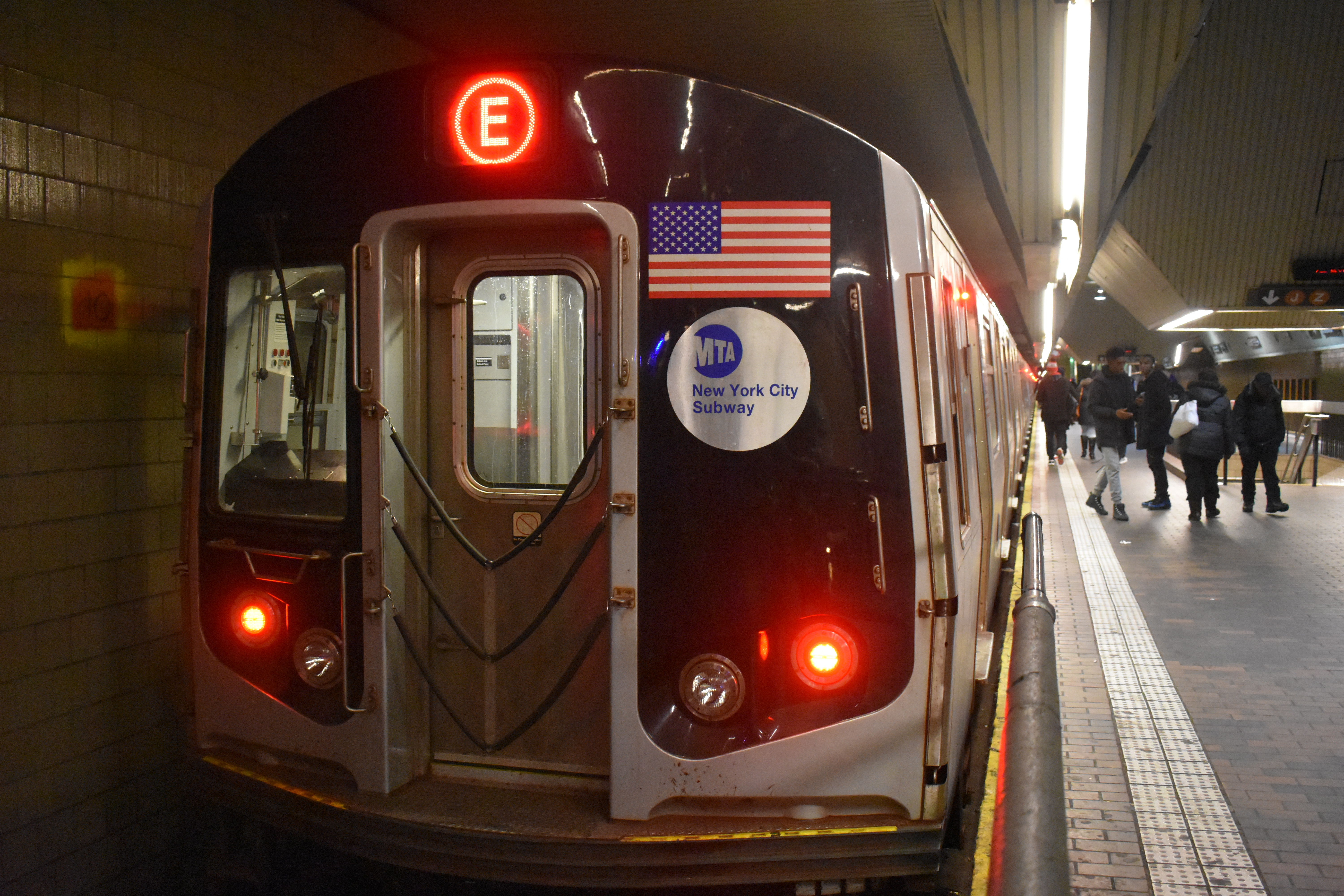
紐約地鐵E線

### 华盛顿地铁
华盛顿地铁共有1123节车辆，所有车辆都符合以下规格：
- 宽度：3米
- 长度：23米
- 高度：3.6米
- 地板高度：978毫米（车厢地板与站台等高）
- 接触网：第三轨
- 电压：直流750伏
- 轨距：标准轨距（1435毫米）
- 最高时速：90千米每小时
- 全部地毯覆盖
- 永久固定的两节编组
- 能使用ATO模式自动驾驶[21]